# Bandurria
La bandurria (prononcé : bandouria) est un instrument de musique à cordes pincées ayant donné son nom à l'ensemble des instruments qui compose le groupe des luths espagnols, c’est-à-dire bandurria soprano, mezzo soprano, ténor, baryton, basse et basse noble même si tous reçoivent d'autres noms tel que bandurrín, laúd, laudón, réservant ainsi le nom de bandurria au seul instrument aigu. On les retrouve aux Philippines à la suite de la colonisation espagnole.

## Histoire
La bandurria fait partie de la famille des cistres et semble avoir fait son apparition vers le XVe siècle. Elle est jouée à l'aide d'un plectre permettant de pincer ou gratter les cordes de l'instrument. 
Les premières bandurrias  de la période médiévale avaient trois cordes. À la Renaissance, elles ont reçues une quatrième corde. Puis, À l'époque baroque, le nombre de cordes fut de 10 (5 paires)
Jusqu'au XVIIIe siècle, la bandurria avait le fond bombée, comme celui d'une mandore. Puis, le fond devient plat et doté de cinq doubles rangées de cordes, accordées en quartes.

## Lutherie

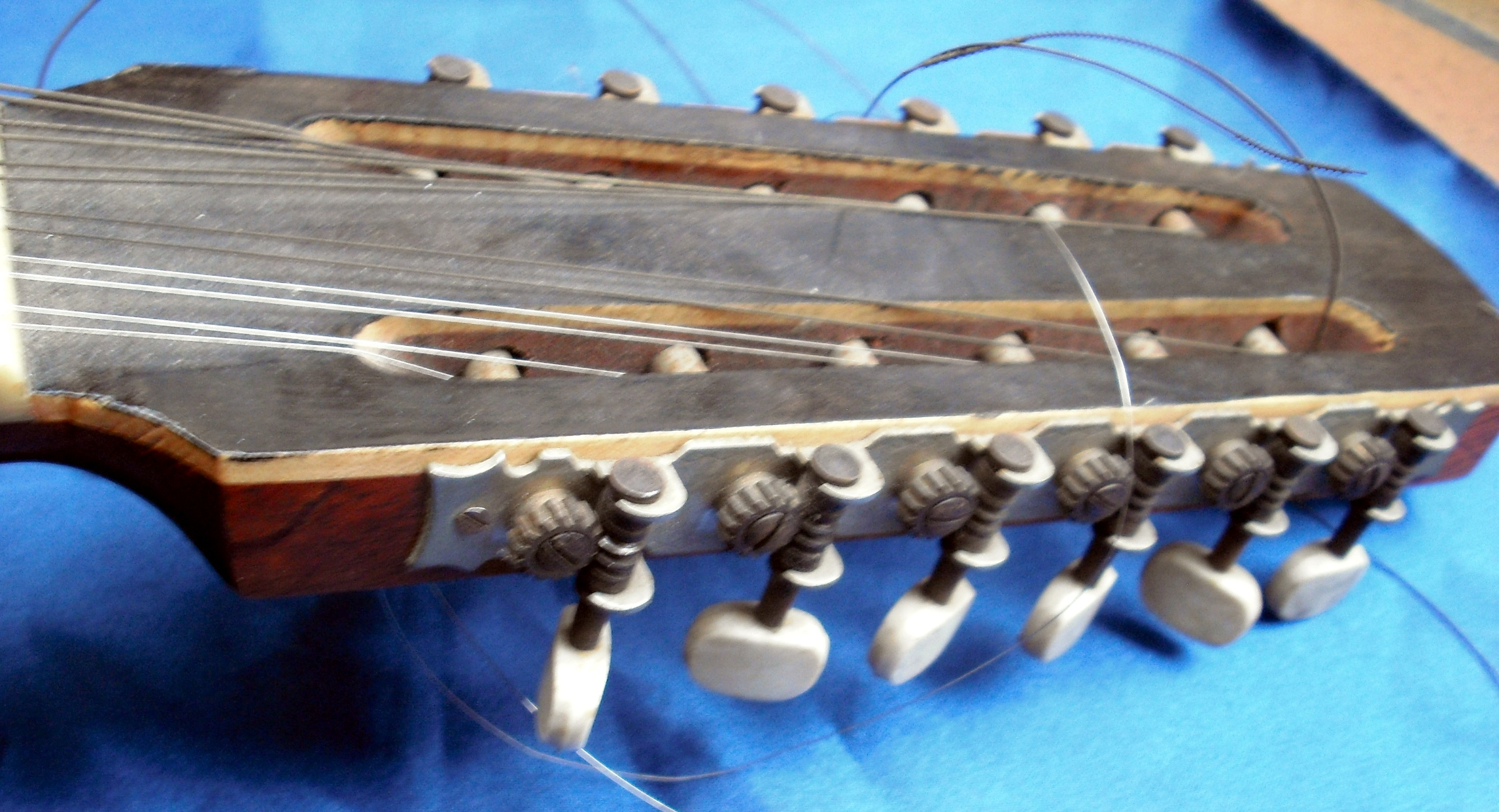

Aujourd'hui, après être passé par différentes formes et tailles au long de son histoire, c'est un petit instrument à la caisse de résonance en forme de poire, arrondie et à fond plat, doté de six cordes doubles, à manche muni de frettes. 
Le manche et la touche comportent quinze à vingt barrettes incrustées. 
Les cordes sont en acier et en laiton.

## Jeu
La bandurria est jouée à l'aide d'un plectre permettant de pincer ou gratter les cordes de l'instrument. De nos jours le plectre peut être remplacé par un médiator. La pratique de la bandurria est proche de celle du luth. La plupart des musiciens jouent avec un médiator en accords brossés. Quelques joueurs de bandurria utilisent la technique dite de finger-picking (jeu au doigt).
La bandurria est un instrument traditionnellement utilisé par les tunas. Pendant le XXe siècle, il s'est aussi imposé comme un instrument fondamental du folklore de certaines régions d'Espagne et apparaît fréquemment dans le répertoire lyrique espagnol, la zarzuela. Elle fut également utilisée pour le merengue dominicain.
La bandurria est jouée dans des répertoires solistes mais également en orchestres à plectre dans les sevillanas par exemple. On peut interpréter sur cet instrument toutes les musiques monodiques médiévales, et des voix de soprano et d’alto sur les polyphonies des musiques des XIVe et XVe siècles.
Le guitariste britannique Steve Howe joue de cet instrument avec le groupe Yes sur la chanson Your Move sur le disque The Yes Album. Il utilise aussi l'instrument en concert.